# Gaumont British Picture Corporation
Pour les articles homonymes, voir Gaumont (homonymie).
Gaumont British Picture Corporation est une société de production cinématographique britannique qui fut active de 1905 à 1941, date de son rachat par la Rank Organisation.

## Histoire
Démarrée comme la branche britannique de la société française Gaumont, Gaumont British commença par la production, à partir de 1905, de plusieurs films de courte durée, musicaux avant l'ère du parlant, destinés à être projetés accompagnés d'un disque ; le son était synchronisé avec l'image et amplifié grâce à un phonographe particulier, appelé « chronophone », inventé par Léon Gaumont. L'invention en question avait été présentée pour la première fois le 7 novembre 1903 à Paris, devant la Société française de photographie et Alice Guy fut l'une des premières à l'avoir utilisée en France.
Lorsqu'en 1922, Isidore Ostrer parvint à obtenir le contrôle de la Gaumont-British, celle-ci devint indépendante de sa sœur française. C'est aux studios Lime Grove que la société produisit notamment la version de 1935, réalisée par Alfred Hitchcock, des 39 Marches (The 39 Steps), ainsi qu'Une femme disparaît (The Lady Vanishes, 1938) du même Hitchcock.
En 1941, Gaumont-British fut rachetée en même temps que Gainsborough Pictures par la Rank Organisation. Toutefois Rank créa en 1948 un studio d'animation nommé Gaumont British Animation, avec à sa tête David Hand, un ancien de Disney, studio actif jusqu'en 1950.

## Filmographie

### Années 1900
- 1905 : Dreamy Eyes d'Arthur Gilbert (court-métrage)
- 1906 : The Whistling Coon d'A. Gilbert (c.-m.)
- 1906 : Ticklish Reuben d'A. Gilbert (c.-m.)
- 1906 : Let Me Like a Soldier Fall d'A. Gilbert (c.-m.)
- 1906 : The Coster's Serenade d'A. Gilbert (c.-m.)
- 1906 : Wert Thou Not to Koko Plighted d'A. Gilbert (c.-m.)
- 1906 : We All Walked Into the Shop d'A. Gilbert (c.-m.)
- 1906 : Tit Willow d'A. Gilbert (c.-m.)
- 1906 : They Can't Diddle Me d'A. Gilbert (c.-m.)
- 1906 : Miserere (Il Travatore) d'A. Gilbert (phonoscène)
- 1906 : The Lord High Executioner d'A. Gilbert (c.-m.)
- 1906 : Little Nell d'A. Gilbert (c.-m.)
- 1906 : Home to Our Mountains (Il Trovatore) d'A. Gilbert (c.-m.)
- 1906 : Here's a How-D'Ye-Do d'A. Gilbert (c.-m.)
- 1906 : The Heart Bowed Down d'A. Gilbert (c.-m.)
- 1906 : The Flowers That Bloom in the Spring d'A. Gilbert (c.-m.)
- 1906 : The Fireman's Song d'A. Gilbert (c.-m.)
- 1906 : Excelsior d'A. Gilbert (c.-m.)
- 1906 : Chorus, Gentlemen! d'A. Gilbert (c.-m.)
- 1906 : Animal Imitations d'A. Gilbert (c.-m.)
- 1906 : You'll Remember Me d'A. Gilbert (c.-m.)
- 1906 : Swing Song from "Veronique" d'A. Gilbert (c.-m.)
- 1906 : Strolling Home with Angelina d'A. Gilbert (c.-m.)
- 1906 : Onward, Christian Soldiers d'A. Gilbert (c.-m.)
- 1906 : The Love Song d'A. Gilbert (c.-m.)
- 1906 : The Captain of the "Pinafore" d'A. Gilbert (phonoscène)
- 1906 : Ave Maria (Gounod) d'A. Gilbert (phonoscène)
- 1906 : There Is a Green Hill Far Away d'A. Gilbert (c.-m.)
- 1906 : Serenade from "Faust" d'A. Gilbert (c.-m.)
- 1906 : Lakme : Les Stances d'A. Gilbert (c.-m.)
- 1906 : Goodbye Sweet Marie d'A. Gilbert (c.-m.)
- 1907 : The Village Firebrigade de James Williamson (c.-m.)
- 1907 : Please Conductor, Don't Put Me Off the Train (c.-m.)
- 1907 : The Fireman d'A. Gilbert (c.-m.)
- 1907 : We Parted on the Shore d'A. Gilbert (c.-m.)
- 1907 : The Wedding of Sandy McNab d'A. Gilbert (c.-m.)
- 1907 : Twin Brothers from "The French Maid" (c.-m.)
- 1907 : This Little Girl and That Little Girl d'A. Gilbert (c.-m.)
- 1907 : Stop Your Tickling, Jock d'A. Gilbert (c.-m.)
- 1907 : She Is My Daisy d'A. Gilbert (c.-m.)
- 1907 : Regiment of Frocks and Frills d'A. Gilbert (c.-m.)
- 1907 : The Laughing Nigger d'A. Gilbert (c.-m.)
- 1907 : Inverary d'A. Gilbert (c.-m.)
- 1907 : I Love a Lassie d'A. Gilbert (c.-m.)
- 1907 : Will Evans : On the Doorstep ; Novelette ; The Jockey (c.-m.)
- 1907 : Wail Till the Work Comes Round (c.-m.)
- 1907 : Tala : Indian Love Song (c.-m.)
- 1907 : Navaho d'A. Gilbert (c.-m.)
- 1907 : Home Again My Cherry Blossom d'A. Gilbert (c.-m.)
- 1907 : Harrigan d'A. Gilbert (c.-m.)
- 1907 : Faust d'A. Gilbert (c.-m.)
- 1907 : Every Little Bit Helps d'A. Gilbert (c.-m.)
- 1907 : Curfew Shall Not Ring Tonight d'A. Gilbert (c.-m.)
- 1907 : Cupid d'A. Gilbert (c.-m.)
- 1907 : Christians Awake ! d'A. Gilbert (c.-m.)
- 1907 : Carmen d'A. Gilbert (c.-m.)
- 1907 : The Broken Melody d'A. Gilbert (c.-m.)
- 1907 : The Blind Violinist d'A. Gilbert (c.-m.)
- 1907 : The Bedouin's Love Song d'A. Gilbert (c.-m.)
- 1907 : Are You Sincere ? d'A. Gilbert (c.-m.)
- 1907 : The Royal Standard d'A. Gilbert (c.-m.)
- 1907 : Nelson's Victory d'A. Gilbert (c.-m.)
- 1907 : My Indian Anna d'A. Gilbert (c.-m.)
- 1907 : March of the Light Cavalry d'A. Gilbert (c.-m.)
- 1907 : Glow Little Glow Worm, Glow d'A. Gilbert (c.-m.)
- 1908 : A Race for a Rose d'A. Gilbert (c.-m.)
- 1908 : Many Is the Time d'A. Gilbert (c.-m.)
- 1908 : Honours Even
- 1908 : Hello Little Girl Hello d'A. Gilbert (c.-m.)
- 1908 : All Coons Look Alike to Me d'A. Gilbert (c.-m.)
- 1908 : Zuyder Zee d'A. Gilbert (c.-m.)
- 1908 : We Close at Two on Thursday d'A. Gilbert (c.-m.)
- 1908 : Waltz Me Around Again Willie d'A. Gilbert (c.-m.)
- 1908 : She's Proud and She's Beautiful d'A. Gilbert (c.-m.)
- 1908 : Montezuma d'A. Gilbert (c.-m.)
- 1908 : The Keys of Heaven d'A. Gilbert (c.-m.)
- 1908 : Goodbye Little Sister d'A. Gilbert (c.-m.)
- 1908 : Following in Father's Footsteps d'A. Gilbert (c.-m.)
- 1908 : D'Ye Ken John Peel d'A. Gilbert (c.-m.)
- 1908 : Come My Lad and Be a Soldier d'A. Gilbert (c.-m.)
- 1909 : The Mystery of Edwin Drood d'A. Gilbert (c.-m.)
- 1909 : A Gaiety Duet d'A. Gilbert (c.-m.)
- 1909 : Convict 99 d'A. Gilbert (c.-m.)

### Années 1910
- 1910 : Tommy Atkins
- 1910 : Mistaken Intention
- 1910 : The Jewel Thieves Run to Earth by Sexton Blake
- 1910 : The Great Black VS White Prize Fight
- 1910 : Grandpa Sews on a Button (c.-m.)
- 1910 : The Blue Bird
- 1911 : Studies in Expression
- 1911 : Delhi Durbar and Coronation (c.-m. documentaire)
- 1911 : The Kinematograph Fiend (c.-m.)
- 1912 : A Football Absurdity (c.-m.)
- 1912 : Coronation of Maharaja Holkar at Indore
- 1912 : Heaven's Messenger (c.-m.)
- 1912 : The Cripple's Courtship (c.-m.)
- 1912 : The Waterman's Bride (c.-m.)
- 1912 : The Red Mountains of the Esterel (c.-m. documentaire)
- 1913 : Richard Wagner de Carl Froelich et William Wauer
- 1914 : A Grave Affair
- 1914 : Golightly Punished
- 1914 : The Brother's Mistake
- 1916 : Ultus, the Man from the Dead de George Pearson
- 1916 : Ultus and the Secret of the Night de George Pearson
- 1916 : Ultus and the Grey Lady de George Pearson
- 1916 : Sir James Mortimer's Wager de Leslie Seldon-Truss
- 1916 : Sally Bishop de George Pearson
- 1916 : For the Empire de George Pearson (c.-m.)
- 1917 : Ultus and the Three-Button Mystery de George Pearson
- 1917 : Beds, Baths and Bedlam de J.L.V. Leigh
- 1918 : The Key of the World de J.L.V. Leigh
- 1918 : How Eve Helped the War Fund de J.L.V. Leigh
- 1918 : Eve Resolves to Do War Work de J.L.V. Leigh
- 1918 : Eve Outwits Artful Adam de J.L.V. Leigh (c.-m.)
- 1918 : Eve in the Country (c.-m.)
- 1918 : Eve Goes to the East Coast de J.L.V. Leigh (c.-m.)
- 1918 : Eve Assists the Censor de J.L.V. Leigh (c.-m.)
- 1918 : Eve as Mrs. Adam de J.L.V. Leigh (c.-m.)
- 1918 : Eve and the Nervous Curate de J.L.V. Leigh (c.-m.)
- 1918 : Eve and the Internment Question de J.L.V. Leigh (c.-m.)
- 1918 : Eve Adopts a Lonely Soldier de J.L.V. Leigh (c.-m.)
- 1918 : Adam As a Special Constable de J.L.V. Leigh (c.-m.)
- 1919 : Pallard the Punter de J.L.V. Leigh
- 1919 : The First Men in the Moon de Bruce Gordon et J.L.V. Leigh
- 1919 : Angel Esquire de W.P. Kellino

### Années 1920
- 1920 : Saved from the Sea de W.P. Kellino
- 1920 : A Pair of Gloves de Cecil Mannering
- 1920 : The Other Dog's Day de Cecil Mannering
- 1920 : Oh ! Jemimah ! de Cecil Mannering
- 1920 : Horatio's Deception de Cecil Mannering
- 1920 : Home Influence de Cecil Mannering
- 1920 : The Fall of a Saint de W.P. Kellino
- 1920 : The Edge of Youth de Charles Calvert
- 1920 : A Complete Change de Cecil Mannering
- 1920 : Broken Bottles de Leslie Henson
- 1920 : The Bitten Biter de Cecil Mannering
- 1921 : The Way of a Man de Charles Calvert
- 1921 : Roses in the Dust d'E.H. Calvert
- 1921 : Walls of Prejudice de Charles Calvert
- 1922 : Silent Evidence d'E.H. Calvert
- 1922 : Rob Roy de W.P. Kellino
- 1923 : Fires of Fate de Tom Terriss
- 1924 : The Eleventh Commandment de George A. Cooper
- 1924 : Claude Duval de George A. Cooper
- 1925 : Settled Out of Court de George A. Cooper
- 1925 : The Happy Ending de George A. Cooper
- 1925 : Somebody's Darling de George A. Cooper
- 1926 : The Woman Juror de Milton Rosmer (c.-m.)
- 1926 : Miss Bracegirdle Does Her Duty d'Edwin Greenwood (c.-m.)
- 1926 : London Love de H. Manning Haynes
- 1926 : The Greater War de Jack Raymond (c.-m.)
- 1926 : The Escape d'Edwin Greenwood
- 1926 : Cash on Delivery de Milton Rosmer
- 1926 : Back to the Trees d'Edwin Greenwood
- 1927 : A Sister to Assist 'Er de George Dewhurst
- 1927 : The Glad Eye de Maurice Elvey
- 1927 : The Arcadians de Victor Saville
- 1927 : Hindle Wakes de Maurice Elvey
- 1927 : A Woman in Pawn d'Edwin Greenwood
- 1928 : Smashing Through de W.P. Kellino
- 1928 : Sailors Don't Care de W.P. Kellino
- 1928 : The Physician (en) de Georg Jacoby
- 1928 : Palais de danse de Maurice Elvey
- 1928 : Mademoiselle Parley Voo de Maurice Elvey
- 1928 : His House in Order (en) de Randle Ayrton
- 1928 : Point ne tueras (High Treason) de Maurice Elvey
- 1928 : What Money Can Buy d'Edwin Greenwood
- 1928 : You Know What Sailors Are de Maurice Elvey
- 1929 : The Last Post de Dinah Shurey
- 1929 : L'Auberge de Satan (The Devil's Maze) de Gareth Gundrey

### Années 1930
- 1930 : A Warm Corner de Victor Saville
- 1930 : Thread O' Scarlet de Peter Godfrey (c.-m.)
- 1930 : Third Time Lucky de Walter Forde
- 1930 : The Night Porter de Sewell Collins
- 1930 : The Message de Sewell Collins
- 1930 : Alf's Button de W.P. Kellino
- 1930 : The Great Game de Jack Raymond
- 1930 : Bed and Breakfast de Walter Forde
- 1931 : The Happy Ending de Millard Webb
- 1931 : Bracelets de Sewell Collins
- 1931 : No Lady de Lupino Lane
- 1931 : Down River de Peter Godfrey
- 1931 : East Lynne on the Western Front de George Pearson
- 1931 : Hindle Wakes de Victor Saville
- 1931 : A Gentleman of Paris (en) de Sinclair Hill
- 1932 : The Midshipmaid d'Albert de Courville
- 1932 : Baroud de Rex Ingram et Alice Terry
- 1932 : Tell Me Tonight d'Anatole Litvak
- 1932 : Rome Express de Walter Forde
- 1932 : After the Ball de Milton Rosmer
- 1933 : Tooth Will Out
- 1933 : They're Off de Frank Cadman et John Rawlins
- 1933 : Sign Please de John Rawlins
- 1933 : Orders Is Orders de Walter Forde
- 1933 : Leave It to Smith de Tom Walls
- 1933 : The Dreamers (c.-m.)
- 1933 : Channel Crossing de Milton Rosmer
- 1933 : Britannia of Billingsgate de Sinclair Hill
- 1933 : Aunt Sally de Tim Whelan
- 1933 : The Good Companions de Victor Saville
- 1933 : F.P.1 de Karl Hartl
- 1933 : Waltz Time de Wilhelm Thiele
- 1933 : Sleeping Car d'Anatole Litvak
- 1933 : Le Fantôme vivant (The Ghoul) de T. Hayes Hunter
- 1933 : J'étais une espionne (I Was a Spy) de Victor Saville
- 1933 : Vendredi treize (Friday the Thirteenth) de Victor Saville
- 1933 : A Cuckoo in the Nest de Tom Walls
- 1933 : Turkey Time de Tom Walls
- 1933 : Tessa, la nymphe au cœur fidèle (The Constant Nymph) de Basil Dean
- 1934 : Road House de Maurice Elvey
- 1934 : L'Homme qui en savait trop (The Man Who Knew Too Much) d'Alfred Hitchcock
- 1934 : Dirty Work de Tom Walls
- 1934 : Le Clairvoyant (The Clairvoyant) de Maurice Elvey
- 1934 : The Fire Raisers de Michael Powell
- 1934 : Le Chant du Danube (Waltzes from Vienna) d'Alfred Hitchcock
- 1934 : Toujours vingt ans (Evergreen) de Victor Saville
- 1934 : Thunder in the East (The Battle) de Nicolas Farkas et Viktor Tourjansky
- 1934 : Wings Over Everest de Geoffrey Barkas et Ivor Montagu
- 1934 : My Song for You de Maurice Elvey
- 1934 : Unfinished Symphony d'Anthony Asquith et Willi Forst
- 1934 : Mon cœur t'appelle de Carmine Gallone et Serge Véber
- 1934 : Prima donna (Evensong) de Victor Saville
- 1934 : Petite Amie (Little Friend) de Berthold Viertel
- 1935 : Things Are Looking Up d'Albert de Courville
- 1935 : Carlotta (The Morals of Marcus) de Miles Mander
- 1935 : Lady in Danger de Tom Walls
- 1935 : The Guv'nor de Milton Rosmer
- 1935 : Foreign Affaires de Tom Walls
- 1935 : Fighting Stock de Tom Walls
- 1935 : Car of Dreams de Graham Cutts et Austin Melford
- 1935 : Marin de Sa Majesté (Brown on Resolution) de Walter Forde
- 1935 : Les 39 Marches (The 39 Steps) d'Alfred Hitchcock
- 1935 : The Night of the Party de Michael Powell
- 1935 : Celui qui passe (The Passing of the Third Floor Back) de Berthold Viertel
- 1935 : The Tunnel de Maurice Elvey
- 1935 : First a Girl de Victor Saville
- 1935 : Les Damnés de Santa Maria (King of the Damned) de Walter Forde
- 1936 : All In de Marcel Varnel
- 1936 : Jessie vedette (It's Love Again) de Victor Saville
- 1936 : Quatre de l'espionnage (Secret Agent) d'Alfred Hitchcock
- 1936 : Trafic d'armes (Seven Sinners) d'Albert de Courville
- 1936 : Évasion (Everything Is Thunder) de Milton Rosmer
- 1936 : East Meets West de Herbert Mason
- 1936 : Everybody Dance de Charles Reisner
- 1936 : His Lordship de Herbert Mason
- 1936 : Agent secret (Sabotage) d'Alfred Hitchcock
- 1937 : Au service de Sa Majesté (O.H.M.S.) de Raoul Walsh
- 1937 : Take My Tip de Herbert Mason
- 1937 : Les Mines du roi Salomon (King Solomon's Mines) de Robert Stevenson
- 1937 : Gangway de Sonnie Hale
- 1937 : Capitaine Pirate (Doctor Syn) de Roy William Neill
- 1937 : New York Express (Non-Stop New York) de Robert Stevenson
- 1937 : Oh, Mr Porter ! de Marcel Varnel
- 1937 : Jeune et Innocent (Young and Innocent) d'Alfred Hitchcock
- 1938 : Sailing Along de Sonnie Hale
- 1938 : Climbing High de Carol Reed

### Années 1940
- 1943 : Plongée à l'aube (We Dive at Dawn) d'Anthony Asquith
- 1946 : La gloire est à eux (Theirs Is the Glory) de Brian Desmond Hurst et Terence Young